# Albert Schöndorff

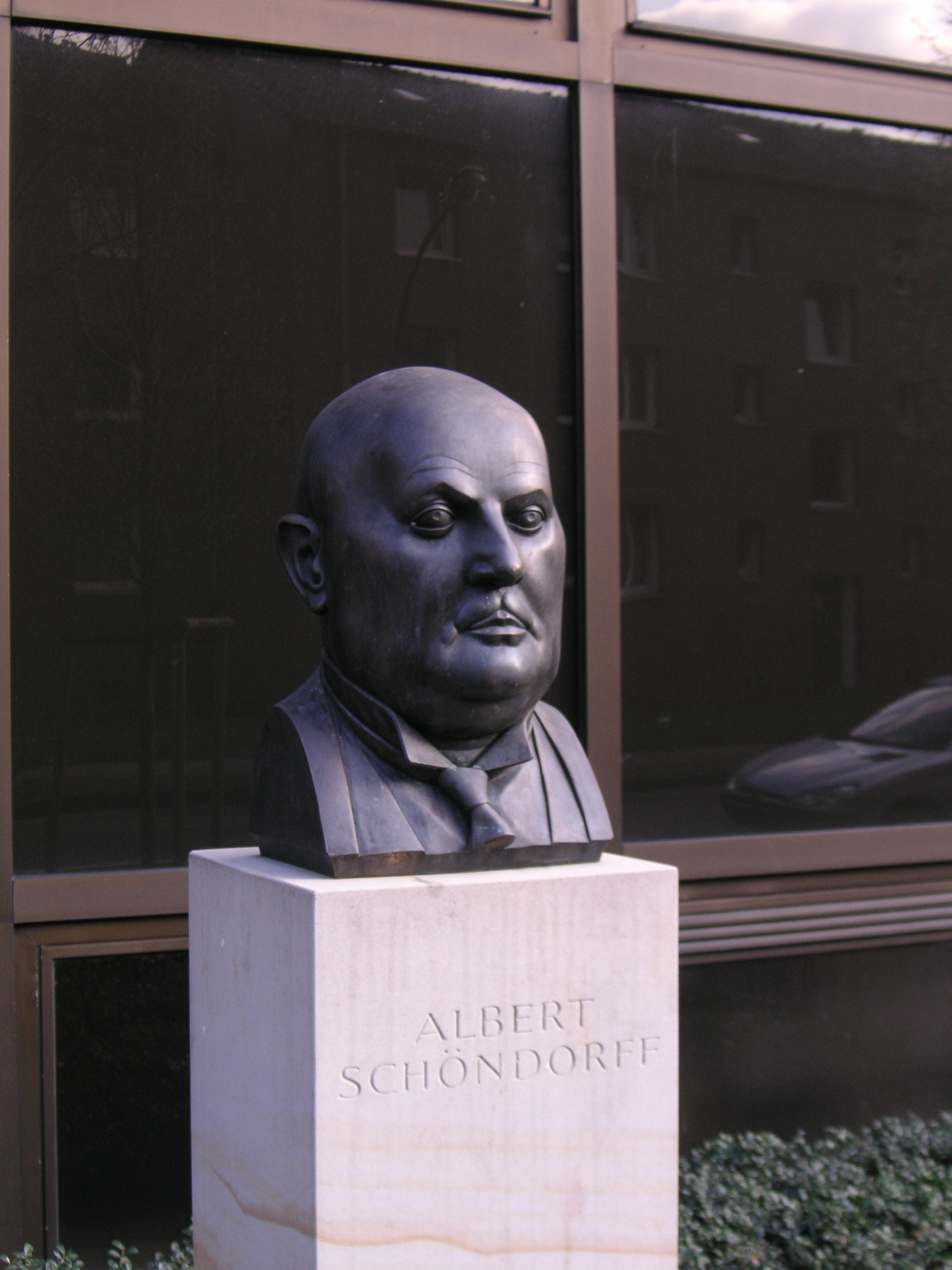
Albert Schöndorff, Büste vor der Zentrale der Wohnungsgenossenschaft Düsseldorf-Ost

Albert Schöndorff (* 23. Dezember 1870 in Westheim, Westfalen; † 17. September 1942 ermordet in Auschwitz-Birkenau) war ein deutscher Unternehmer, Kommunalpolitiker und Gründungsmitglied der Wohnungsgenossenschaft Düsseldorf-Ost.

## Leben
Albert Schöndorff, Sohn eines Pferdehändlers, hatte einen Bruder – Hermann Schöndorff, den u. a. späteren Vorstand der Warenhauskette Karstadt – und gründete 1890 eine Schreinerei, mit der er 1919 innerhalb Düsseldorfs von Derendorf nach Lierenfeld umzog, wo er sich auf den Bau von Eisenbahnwaggons spezialisierte. Es war die Geburtsstunde der Waggonfabrik Gebr. Schöndorff AG, aus der sich später die DUEWAG entwickelte. Schöndorff leitete mit seiner Unternehmensansiedlung maßgeblich die Entwicklung der Schwerindustrie im Düsseldorfer Stadtteil Lierenfeld ein.
Von 1912 bis 1917 war Schöndorff Stadtverordneter in Düsseldorf für die Liberale Partei. Der Unternehmer erkannte die Wohnungsnot der Arbeiterschaft, die insbesondere nach dem Ersten Weltkrieg in ganz Deutschland ein großes Problem darstellte. Am 19. Juli 1919 gründete Albert Schöndorff zusammen mit 152 Arbeitern seines Unternehmens den Gemeinnützigen Arbeiter-Bauverein „Freiheit“. Durch die Arbeiter- und Soldatenräte war zuvor ein Gelände des Forsthofs an der Vennhauser Allee in Vennhausen zum Zweck der Besiedlung enteignet worden. Hier entstanden in der „Siedlung Freiheit“ am Rande der Stadt in kürzester Zeit 300 Wohnungen für die Arbeiter der Waggonfabrik und damit die Keimzelle des Düsseldorfer Stadtteils Vennhausen. Später beteiligten sich weitere Bauvereine an dem Projekt „Freiheit“, das als Ursprung der heutigen Wohnungsbaugenossenschaft Düsseldorf-Ost gilt.
Als Jude wurde Schöndorff nach der Machtergreifung der Nationalsozialisten bereits im September 1933 aus seinem Amt als Direktor seiner Waggonfabrik gedrängt, die genauen Umstände sind nicht geklärt. 1938 wurde er auch aus der Wohnungsgenossenschaft ausgeschlossen. Er ging ins Exil in die Niederlande, nach Amsterdam, wo er am 12. September 1942 zusammen mit seiner Frau Marie Schöndorff geb. Gross von der Gestapo verhaftet wurde. Die Eheleute starben während des Transports von Westerbork nach Auschwitz.

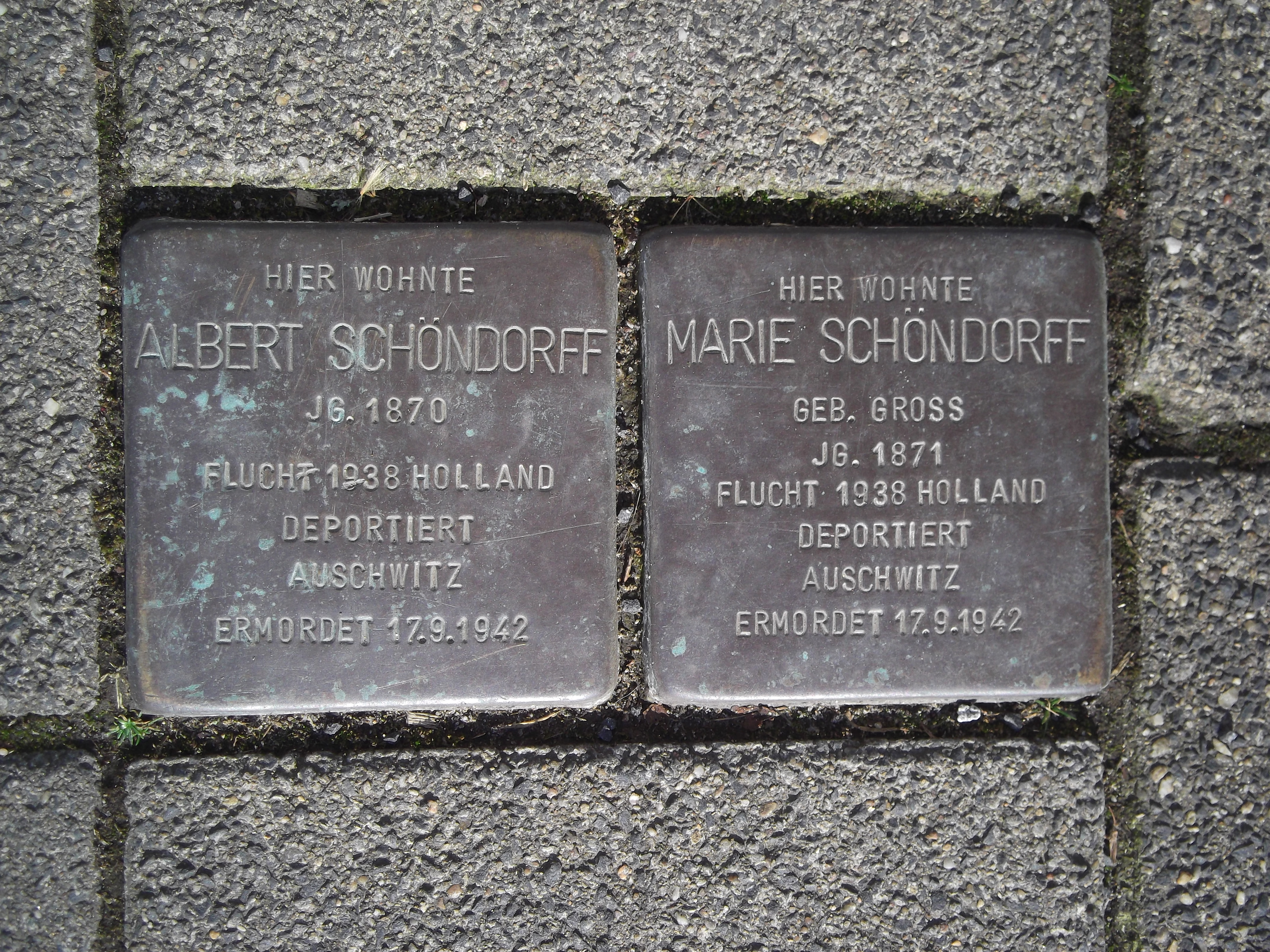
Cecilienallee 19, zwei Stolpersteine

Vor dem Haus Cecilienallee 19, wo Albert Schöndorff mit seiner Familie und der seines Bruders gewohnt hatte, wurden für ihn und seine Frau Stolpersteine verlegt.

## Ehrungen
Am 14. März 1952 benannte die Stadt Düsseldorf die Schöndorffstraße im Süden Lierenfelds an der Grenze zum Stadtteil Eller, in Erinnerung an Albert Schöndorff.
Am 6. Oktober 2005 weihte die Stadt Düsseldorf offiziell einen Platz vor dem Sitz der Wohnungsbaugenossenschaft Düsseldorf-Ost im Stadtteil Lierenfeld zu Ehren des Arbeitgebers, Mitbegründers des Arbeiter-Bauvereins „Freiheit“ sowie Stadtverordneten ein. Im Beisein des Oberbürgermeisters Joachim Erwin und des Vorsitzenden des Zentralrats der Juden in Deutschland, Paul Spiegel, wurde eine Büste Albert Schöndorffs mit Gedenktafel enthüllt.